# Fernando Acevedo (atleta)
Fernando Acevedo (Chincha, 26 de julio de 1946-29 de enero de 2024) fue un atleta y preparador físico peruano. 

## Trayectoria deportiva
Fue campeón nacional en los años 70 y representó al Perú en competencias internacionales. Posee los récords nacionales en 400 metros planos y posta 4 x 400. También tuvo los récord nacionales en 100 metros (entre 1977 y 2014) y 200 metros planos (entre 1971 y 2016).
Tras su retiro fue preparador físico del club Alianza Lima y también desempeñó ese cargo en la Universidad de Lima y la Asociación Profesional de Árbitros.

## Participación internacional
- Juegos Panamericanos de 1971: Medalla de bronce en los 400 metros.
- Juegos Olímpicos de México 1968: Semifinalista en los 200 metros.
- Juegos Olímpicos de Múnich 1972: Primera ronda en los 400 metros.